# Chain of Fools
Chain of Fools è una canzone scritta da Don Covay ed originariamente interpretata da Aretha Franklin, che la pubblicò come singolo nel 1967. Il singolo raggiunse la vetta della classifica statunitense R&B chart per quattro settimane, e la seconda della Hot 100 nel gennaio 1968.
La canzone vinse il Grammy Award come "migliore performance R&B femminile" ed in seguito fu inserita nel Grammy Hall of Fame Award. Nel 2004 il brano è stato posizionato alla posizione 249 della classifica stilata dalla rivista Rolling Stone delle 500 migliori canzoni della storia. La caratteristica chitarra nell'introduzione del brano fu suonata da Joe South.

## Classifiche
| Classifica                        | Posizione più alta |
| --------------------------------- | ------------------ |
| U.S. Billboard Hot 100            | 2                  |
| U.S. Billboard Hot Rhythm & Blues | 1                  |

## Cover
- Fantasia Barrino
- Rocky Roberts e i Pyrañas (in italiano, 1967, con il titolo Ciao ciao ciao)
- Richard Marx
- Little Caesar
- Lit
- Iva Zanicchi (in italiano, con il titolo Lei lei lei)
- Eva Cassidy
- Stefan Gwildis (in tedesco, con il titolo Schön, schön, schön)
- Joe Cocker
- Mariah Carey, in duetto con Aretha Franklin
- Alison Moyet
- The Commitments
- Luca Ronka
- Giorgia
- R. L. Burnside